# Льовочкін Сергій Володимирович
Сергі́й Володими́рович Льо́вочкін (17 липня 1972 , Київ ) — український проросійський політичний та державний діяч, бізнесмен; екс-голова Адміністрації Президента України (2010—2014), народний депутат України; доктор економічних наук, доцент кафедри фінансів КНЕУ. Власник українського проросійського телеканалу «Інтер» (2013—2022). З 25 лютого 2010 по 17 січня 2014 — на думку журналу «Корреспондент» посідав 3-тє місце в рейтингу ста найвпливовіших українців. Один із фундаторів Партії розвитку України. Член та один з керівників проросійської фракції ОПЗЖ у Верховній раді.

## Життєпис
Народився в сім'ї генерал-полковника міліції Володимира Льовочкіна, який під час першого президентства Леоніда Кучми очолював Держдепартамент з питань виконання покарань. Має молодшу сестру Юлію.

### Освіта
- Київський економічний університет (1989—1993) за фахом «Бухгалтерський облік, контроль і аналіз господарської діяльності».
- Українська академія зовнішньої торгівлі (1999—2002), магістр міжнародного права, фах «Міжнародне право».
- Аспірантура кафедри фінансів Київського національного економічного університету (1993—1997).
- Кандидатська дисертація «Державний борг США» (Київський національний економічний університет, 1997).
- Докторська дисертація «Макрофінансова стабілізація в Україні у контексті економічного зростання» (Київський національний економічний університет, 2004).
- Автор понад 30 наукових праць, зокрема 2 монографій.
- Державний службовець 1-го рангу.
- Володіє англійською мовою.

### Трудова діяльність
1996—1999 — займався бізнесом, працював виконавчим директором Благодійного фонду сприяння соціально-економічному розвитку Донецької області.
1998 — кандидат у народні депутати України, виборчий округ № 46, Донецька область (посів 2 місце). На час виборів обіймав посаду виконавчого директора Благодійного фонду сприяння соціально-економічному розвитку Донецької області.
Березень 1999 — березень 2000 — науковий консультант, 2000–2001 — референт, 2001–2002 — помічник Президента України.
Член Консультативної ради з питань іноземних інвестицій в Україні (2000–2005), Ради Національного банку України (2003–2005), Державної комісії з питань стратегії економічного і соціального розвитку (2001–2005), Комісії з перевірки використання міжнародної технічної допомоги (2000–2001), Комісії державних нагород та геральдики (2003–2005).
Червень 2002 — січень 2005 — перший помічник Президента України.
2005–2006 — радник Голови Верховної Ради України.
Березень 2006 — кандидат у народні депутати України від Народного блоку Литвина, № 13 у списку. На час виборів обіймав посаду радника Голови Верховної Ради України.
Вересень — жовтень 2006 — керівник Служби Прем'єр-міністра України, жовтень 2006 — листопад 2007 — керівник Апарату Прем'єр-міністра України.
Народний депутат України 6-го скликання з листопада 2007 до березня 2010 від Партії регіонів, № 7 в списку. На час виборів: керівник Апарату Прем'єр-міністра України, член Партії регіонів. Член фракції Партії регіонів (з листопада 2007), заступник голови фракції (з грудня 2007). Член Комітету з питань державного будівництва та місцевого самоврядування (з грудня 2007). Склав депутатські повноваження 12 березня 2010.
25 лютого 2010 призначений Віктором Януковичем главою Адміністрації Президента України.
30 листопада 2013 інформаційне агентство «Інтерфакс-Україна» повідомило про те, що за даними його джерела Сергій Льовочкін подав у відставку з посади глави адміністрації президента, імовірно, через незгоду із силовим розгоном Євромайдану в Києві, але в самому повідомленні вказано, що інформація неперевірена. Згодом з'являлися повідомлення, що Льовочкін сам підтвердив цю інформацію але заявляв, що Янукович тоді не прийняв його відставку.
17 січня 2014 року Сергія Льовочкіна було звільнено з посади глави Адміністрації Президента. В цей же день його було призначено радником Президента України Януковича. Пізніше з'являлися повідомлення, що Льовочкін стверджував, що з часу подачі у відставку з Януковичем не контактував і його не бачив.
24 лютого 2014 року указом в. о. Президента Турчинова звільнено з посади радника Президента України.
На дострокових парламентських виборах 2014 року посідає 12-те місце у виборчому списку Опозиційного блоку.
18 січня 2018 року був одним з 36 депутатів, що голосували проти Закону про визнання українського суверенітету над окупованими РФ територіями Донецької та Луганської областей.
За даними «Слово і діло», Льовочкін на посаді народного депутата VIII скл., виконав 19 % обіцянок.
23 березня 2023 року ВРУ виключила Льовочкіна з Комітету з питань національної безпеки, оборони та розвідки.

## Бізнес
Власник акцій кіпрської фірми Oskaro Investments на суму 10 тисяч доларів та 100 акцій «Укртелекому» на номінальну суму 25 гривень.
1 лютого 2013 року придбав 20 % акцій медіагрупи «Інтер». Заявлена вартість Inter Media Group Limited становить близько 2,5 млрд доларів США.
У листопаді 2013 року в рейтингу найбагатших українців за версією журналу «Кореспондент» зайняв 29 місце.
У лютому 2014 року створив новий український неурядовий аналітичний центр «think tank» — Інститут стратегічних досліджень «Нова Україна». Інститут займається розробкою і супроводом проєктів у різних сферах: міжнародній і внутрішній політиці, економіці, безпеці, екології, соціології, культурі. Також, в інституті розроблюється окремий медіа-напрям.
У вересні 2014 року створив власний фонд «Нова Україна [Архівовано 8 травня 2015 у Wayback Machine.]». Головним напрямком діяльності Фонду є допомога в реалізації проєктів недержавним інституціям і аналітичним центрам, які розробляють програми реформ, а також підтримка громадських ініціатив та проєктів, спрямованих на реформування України. 24 вересня 2014 року стало відомо, що Сергій Льовочкін балотуватиметься у Верховну Раду від «Опозиційного блоку» під номером 12. Він заявив, що у Януковича та його режиму не було політичної волі до реформ, що «привело до того, що був зірваний план реформ України на 2010—2014 роки».

## Родина
- Батько — генерал-полковник Володимир Льовочкін, очолював Держдепартамент з питань виконання покарань. У грудні 2005 року він помер у віці 58 років.
- Колишня дружина[20][21] — Зінаїда, має дочку Олену та двох синів Олексія і Володимира.
- Сестра — Юлія Льовочкіна, Народний депутат України від «Опозиційного блоку».

## Критика
- Льовочкін пов'язаний з російсько-українським газовим посередником Росукренерго, зокрема він у близьких стосуках із співвласником компанії олігархом Дмитром Фірташем[22].
- Родина Льовочкіна неодноразово фігурувала[23] у махінаціях із землею під Києвом:[24] вирубці лісів,[25] зміні цільового призначення будівель, приватизації острова на заповідній території.[26]
- З 2010 по 2013 роки приватні літаки Льовочкіна і Бойка літали за державні кошти.[27] Щороку компанія Нафтогаз України витрачала на це 5 мільйонів гривень.[28]
- Разом із Рінатом Ахметовим Льовочкін переказував гроші Полу Манафорту за інформацію щодо виборів[29] та інші послуги.[30][31]
- Знаходиться у реєстрі держZрадників руху «Чесно», причиною вказано поширення проросійської пропаганди, фігурував у справі про фінансування тероризму.[32]

## Скандали
- Льовочкін причетний[33] до скандальної[34] приватизації Укртелеком без конкурентів у 2010 році.[35][36]
- 2016 року депутат позичив у мами 5 мільйонів гривень аби придбати Mercedes.[37]
- 22 липня 2025 року голосував за закон України 12414 який був ухвалений з порушенням Регламенту Верховної Ради України та підпорядкував НАБУ та САП Генеральному прокурору[38] і викликав масові протести[39].